# Catar en los Juegos Olímpicos de Barcelona 1992
Catar estuvo representado en los Juegos Olímpicos de Barcelona 1992 por un total de 28 deportistas masculinos que compitieron en 2 deportes.

## Medallistas
El equipo olímpico catarí obtuvo las siguientes medallas:
| Nombre           | Deporte   | Competición |
| ---------------- | --------- | ----------- |
| Oro              |           |             |
| —                |           |             |
| Plata            |           |             |
| —                |           |             |
| Bronce           |           |             |
| Mohamed Suleiman | Atletismo | 1500 m M    |